# Parafusadeira
Uma parafusadeira é um equipamento similar a uma furadeira destinado a apertar ou retirar parafusos. Este equipamento pode ser observado facilmente em corridas de automóveis, na hora da troca dos pneus. As furadeiras elétricas possuem adaptadores para que executem a função própria das parafusadeiras. Na industria as parafusadeiras têm dispositivos para evitar que um parafuso seja colocado só até um pedaço (causando folga) ou que fique apertado demais (podendo "remoer" o parafuso), isto quer dizer que estas parafusadeiras tem o torque regulado para aquele tipo de parafuso.
Esse tipo de equipamento é utilizado muitas vezes em substituição à chaves de fenda, boca, fixa e o esforço manual para fixar parafusos com elas. São utilizadas para aplicação de torques conhecidos, evitando assim que a aplicação de torque seja "na medida certa", ou seja, nem pra menos, o que pode originar o desprendimento da peça ou parafuso e nem para mais, o que pode ocasionar a fadiga ou quebra do parafuso.
As parafusadeiras podem ser encontradas no mercado em diferentes marcas e tipos, sendo mais comuns as elétricas (ou com fio), à bateria (ou sem fio) e as pneumáticas.
Da mesma forma, existem equipamentos com diferentes características, cada uma destinada a um objetivo, seja para parafusar ou desparafusar em superfícies mais rígidas, como metal e concreto, ou em superfícies mais flexíveis, como madeiras e chapas de aço.

## Características de uma parafusadeira
As características a serem observadas neste equipamento se dividem da seguinte forma:
- torque: quanto maior o torque da ferramenta, mais fácil será fixar parafusos de maior diâmetro, além de facilitar a perfuração em superfícies de maior rigidez;
- potência: a potência da ferramenta é medida em Watts (W), desse modo, quanto maior a potência, maior a força;
- giro reverso: essa característica dá a parafusadeira a possibilidade de retirada de parafusos.

1. ↑  «Como escolher uma parafusadeira». Parafusadeiras.net.br. 15 de abril de 2019. Consultado em 21 de abril de 2020